# Эсбьерг (аэропорт)
Аэропорт Э́сбьерг (дат. Esbjerg Lufthavn; ИАТА: EBJ, ИКАО: EKEB) — небольшой международный аэропорт в Дании, расположенный в 9 км к северо-востоку от Эсбьерга региона Южная Дания.
Аэропорт используется несколькими региональными авиакомпаниями для ближнемагистральных европейских рейсов. Также используется для взлета и посадки вертолетов, обеспечивающих связь с нефтедобывающими платформами в Северном море.

## История
Первый аэропорт был открыт в Эсбьерге 18 июля 1937 года. Позднее, по мере роста города, возникла необходимость перенести аэропорт дальше от городской застройки. Новый аэропорт был открыт 4 апреля 1971 года, когда компания SAS начала выполнять два рейса в Копенгаген в день. В 1979 году авиакомпания Maersk Air также начала выполнять рейсы по данному маршруту. Позднее аэропорт стала использоваться для осуществления полетов в Шотландию и Норвегию.

## Авиакомпании и направления
Ранее аэропорт также использовался авиакомпанией Ryanair для полетов в лондонский аэропорт Станстед, однако позднее рейсы были перенесены в аэропорт Биллунна.